# ダ・パンチョ
ダ・パンチョは、X-GUNと底ぬけAIR-LINE（現・NO BOTTOM!）が、番組内で結成したユニット。
フジテレビ系列放送の「ものまね紅白歌合戦」でのみ見ることが出来た。なお、この名義で活動したことは一度もない（番組内での紹介は、「X-GUNと底ぬけAIR-LINE」）。
メインボーカルはX-GUNの西尾が主に勤めているが、他のメンバーがメインボーカルに回ることもある。ただし、大概は笑い担当であることが多い。

## メンバー
X-GUN
- 西尾季隆（にしお ひでたか、1970年2月20日 - ）
- 嵯峨根正裕（さがね まさひろ、1970年3月25日 - ）

底ぬけAIR-LINE
- 古坂和仁（こさか かずひと、1973年7月17日 - ）
- 小島忍（こじま しのぶ、1973年5月29日 - ）

## 主なレパートリー
公開作品（ものまね番組で公表されたもの）
- SMAPのものまねで、「SHAKE」（後にX-GUNが単独で出演した際も披露した）
- ラッツ&スターのものまねで、「め組のひと」
- 横浜銀蝿のものまねで、「ツッパリHigh School Rock'n Roll」
- 野猿のものまねで、「叫び」（古坂=石橋貴明、嵯峨根=木梨憲武、西尾=神波憲人、小島=平山晃哉）
- ゾウとかしまし娘のものまねで、「今宵の月のように」
- 伊東一雄（パンチョ伊東）のものまねで、「if...」（DA PUMP）
- 千昌夫のものまねで、「いつも何度でも」（木村弓）
- 長嶋茂雄（ミスター）のものまねで、「シーソーゲーム」（Mr.Children）
- グラディス・ナイト&ザ・ピップスのものまねで、「夜汽車よ! ジョージアへ」（俵山栄子とのコラボ）
- HOUND DOGのものまねで、「ff (フォルティシモ)」

未公開作品（本人たちがこれをやる予定だったと発表したもの）
- ビートたけし&たけし軍団のものまねで、「抱いた腰がチャッチャッチャッ」
- ダークダックスのものまねで、「パジャマでおじゃま」

## エピソード
- 千昌夫のものまねで出演した時、ポケットから「アップル～」と言いながら林檎を取り出すネタがあったが、嵯峨根のポケットが小さかったため、林檎が一人だけ出てこないと言うハプニングが起こった。その後、他の3人からからかわれた。
- 「夜汽車よ! ジョージアへ」を歌った際は、ザ・ピップスは3人のグループだったため、嵯峨根は要らないと言われてしまった。
- シーソーゲームを歌った時は、4人とも膝で立って動き回っていた。これは「小さい（チルドレン）長嶋（ミスター）＝ミスターチルドレン」をかけたものらしい（本人談）
- HOUND DOGのものまねをしたときは、「ドッグ＝犬」とかけたため、西尾がボーカルの大友康平のものまねをし、あとの3人は犬のものまねをした。フリスビーを口で取ったり、水を口で受けたりとかなり体当たりであった（おまけに最後は「2-1=1（ワン）」というオチつき）。

## 現在の活動
- X-GUNは一時期「丁半コロコロ」と改名、再びX-GUNに戻し現在も芸人として活動中。
- 底ぬけAIR-LINEは解散後、小島は芸能界を引退した（現在はゲーム開発プロデューサー）。その一方、古坂は「ピコ太郎」として世界的にブレイクをした。
- 底ぬけAIR-LINEと一緒に出場しなくなってからも、しばらくの間はX-GUN単独で出演していたが、改名してからは出演していない（2011年12月31日放送回のみ出演）。